# Тризна, Тарас Борисович
Тара́с Бори́сович Три́зна (2 августа 1966, Ижевск, СССР) — советский и российский футболист; тренер.

## Биография
Родился в Ижевске. Воспитанник ДЮСШ-2, Павлодар и Казахского республиканского спортинтерната, Алма-Ата. В 1983 году — в составе «Закарпатья» Ужгород. В СССР играл во второй лиге. В 1983—1984 и 1986, 1990—1991 — в павлодарском «Тракторе», в 1985 играл за дубль «Кайрата», в 1987 выступал за «Динамо» Ирпень, в 1989 — «Экибастузец».
В 1992 году стал бронзовым призёром чемпионата Казахстана в составе павлодарского «Трактора», затем играл за российские клубы «Металлург»/«Носта» Новотроицк (1993—1995, вторая лига), «Газовик-Газпром» Ижевск (1996—1999, первый дивизион), «Энергия» Чайковский (1999), «Волга» Ульяновск (2000, второй дивизион). Карьеру игрока закончил в 2001 году в команде чемпионата Казахстана «Мангыстау» Актау.
В 2003—2005 годах — тренер в клубе «Газовик-Газпром», во второй половине 2004 года — исполняющий обязанности главного тренера. В 2007—2009 годах — главный тренер дубля «СОЮЗ-Газпрома», с 2011 по 2019 год — тренер клуба «Зенит-Ижевск». С 2019  года — тренер футбольного клуба «Ротор».